# Rallye Safari 1973
Le Rallye Safari 1973 (21st East African Safari), disputé du 19 au 23 avril 1973, est la quatrième manche du championnat du monde des rallyes 1973 (WRC), inauguré cette même année.

## Contexte avant la course

### Le championnat du monde
1973 est la première année du Championnat Mondial des Rallyes pour Marques, qui a succédé au 'Championnat d'Europe des Rallyes pour Marques' (1968 à 1972). Constitué de treize épreuves internationales, il est réservé aux voitures des catégories suivantes :
- Groupe 1 : voitures de tourisme de série
- Groupe 2 : voitures de tourisme spéciales
- Groupe 3 : voitures de grand tourisme de série
- Groupe 4 : voitures de grand tourisme spéciales

Grâce à ses deux victoires (Jean-Claude Andruet à Monte-Carlo et Jean-Luc Thérier au Portugal), Alpine-Renault est en nettement tête du classement provisoire après les trois premières manches. Fiat, son principal adversaire, occupe la seconde place, à bonne distance du constructeur français. Aucun des deux protagonistes ne s'est cependant engagé au Safari, épreuve atypique nécessitant une préparation spécifique, qui ne sera donc pas déterminante pour l'attribution du titre mondial. Les équipes Ford, Datsun ou Porsche sont favorites, mais, engagées épisodiquement cette saison, ne constituent pas une menace pour le championnat.

### L'épreuve
Le 'Safari Rally' fut créé en 1953 par quelques personnes d'origine européenne (dont Eric Cecil, futur vainqueur de l'épreuve). Initialement dénommée 'Coronation Safari' en hommage à Élisabeth II, devenue reine du Royaume-Uni l'année précédente et sur le point d'être couronnée, l'épreuve se courait sur les pistes du Kenya, de la Tanzanie et de l'Ouganda, alors états coloniaux de l'Empire britannique. Tout d'abord épreuve d'amateurs, le Safari intéressa très rapidement les importateurs locaux, puis les constructeurs qui engagèrent bientôt des voitures bénéficiant d'une préparation spécifique. Devenu 'East African Safari' en 1960, ce rallye se dispute au printemps sous la formule des secteurs sélectifs, avec des moyennes imposées très difficiles à réaliser sur des pistes souvent poussiéreuses ou boueuses. Pendant près de vingt ans, aucun pilote européen ne parvint à s'y imposer, aussi la victoire du Finlandais Hannu Mikkola sur Ford Escort en 1972 eut-elle des retombées internationales.

## Le parcours
- départ : 19 avril 1973 de Nairobi
- arrivée : 23 avril 1973 à Nairobi
- distance : 5300 km, avec 56 points de contrôle horaire
- surface : terre et rocaille
- Parcours comprenant deux boucles de deux étapes chacune[1]

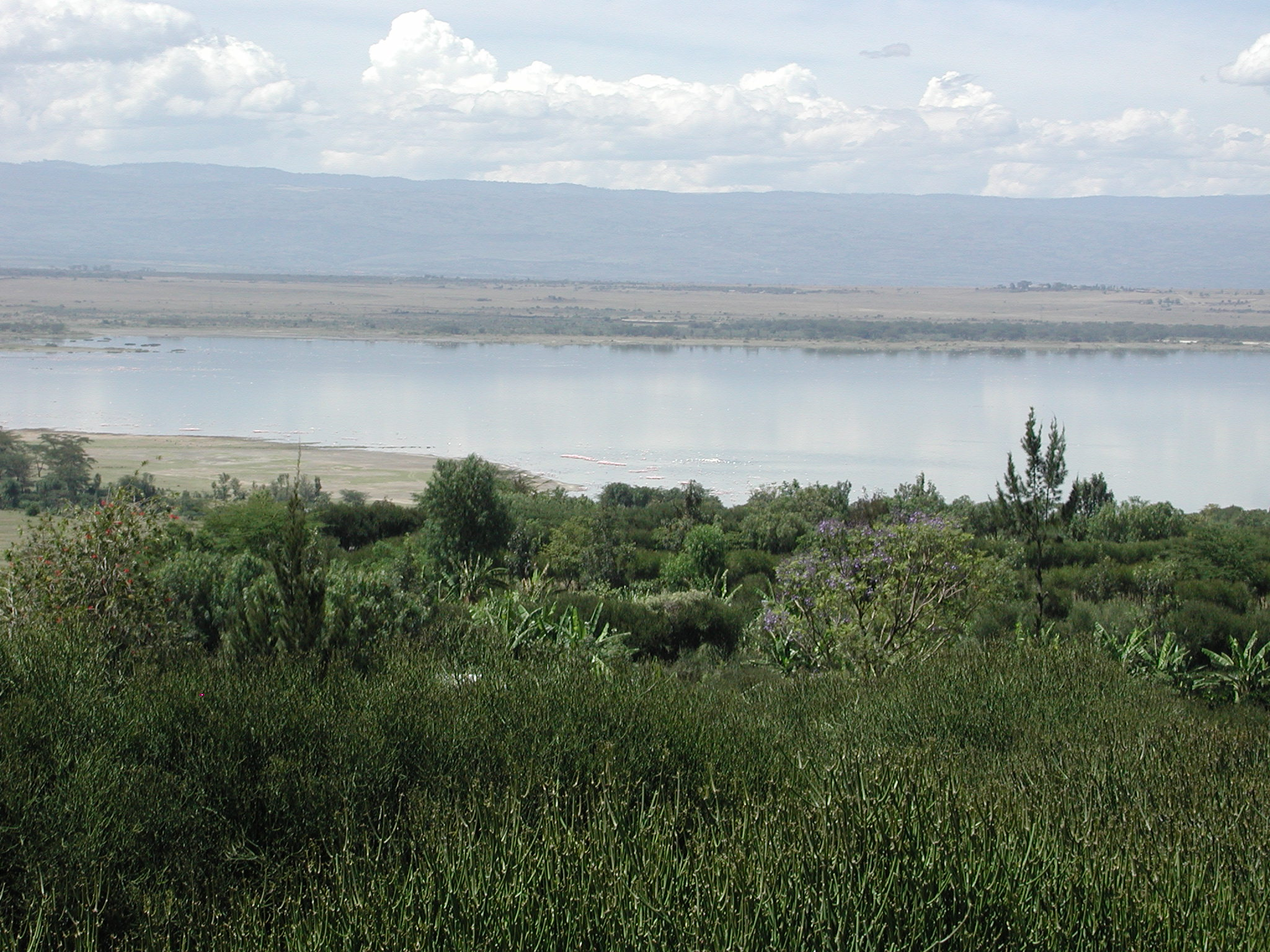
Le lac Elmenteita (Kenya) sera longé par les concurrents lors de la troisième étape (boucle nord)

### Boucle sud
Nairobi - Nairobi, 2700 km et 28 points de contrôle, du 19 au 21 avril
- Première étape : Nairobi - Mombasa - Dar es Salam, 1650 km
- Deuxième étape : Dar es Salam - Nairobi, 1050 km (passage par le Kilimandjaro)

### Boucle nord
Nairobi - Nairobi, 2600 km et 28 points de contrôle, du 22 au 23 avril
- Troisième étape : Nairobi - Nakuru, 1530 km (passage par le Mont Elgon)
- Quatrième étape : Nakuru - Nairobi, 1070 km (passage par le Mont Kenya)

## Les forces en présence
Sur les 89 voitures au départ, 47 sont japonaises. Quatre constructeurs sont engagés officiellement :
- Ford

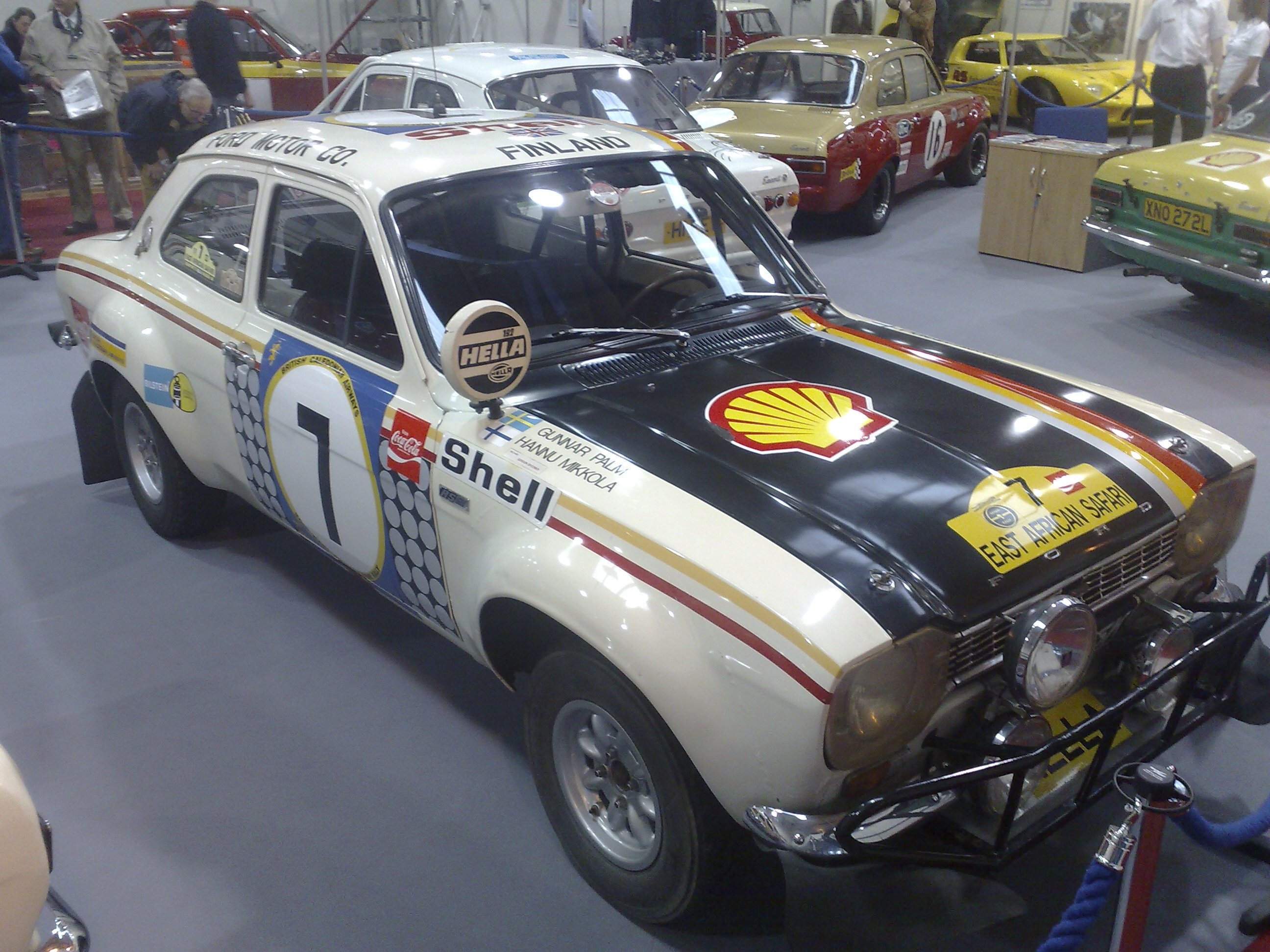
La Ford Escort RS1600 de Mikkola, victorieuse en 1972

Vainqueur l'année précédente, avec Hannu Mikkola, Ford a tout spécialement préparé cette épreuve et engagé cinq Escort RS1600 groupe 2. Si la base est la même que celle des versions alignées au Monte-Carlo (moteur 2 litres BDA double ACT, 16 soupapes, graissage par carter sec), les modifications suivantes ont été apportées :

- suspension surélevée et ressorts hélicoïdaux remplacés par des lames

- taux de compression réduit (puissance ramenée de 230 à 200 chevaux), sauf sur la voiture de Roger Clark

- rapports de boîte plus courts

- circuits de freinage, d'alimentation et électrique dédoublés

- ajout de protections métalliques sous la caisse
Les cinq voitures sont confiées à Mikkola, Clark (qui dispose de la seule version à conduite à droite), Timo Mäkinen, Vic Preston Jr et Peter Shiyukah, secrétaire du ministre du travail, qui court sous les couleurs du journal local 'Daily Nation'. L'équipe d'assistance dispose, en plus des voitures d'intervention rapide, d'un avion de tourisme en liaison radio permanente avec les copilotes.
- Datsun

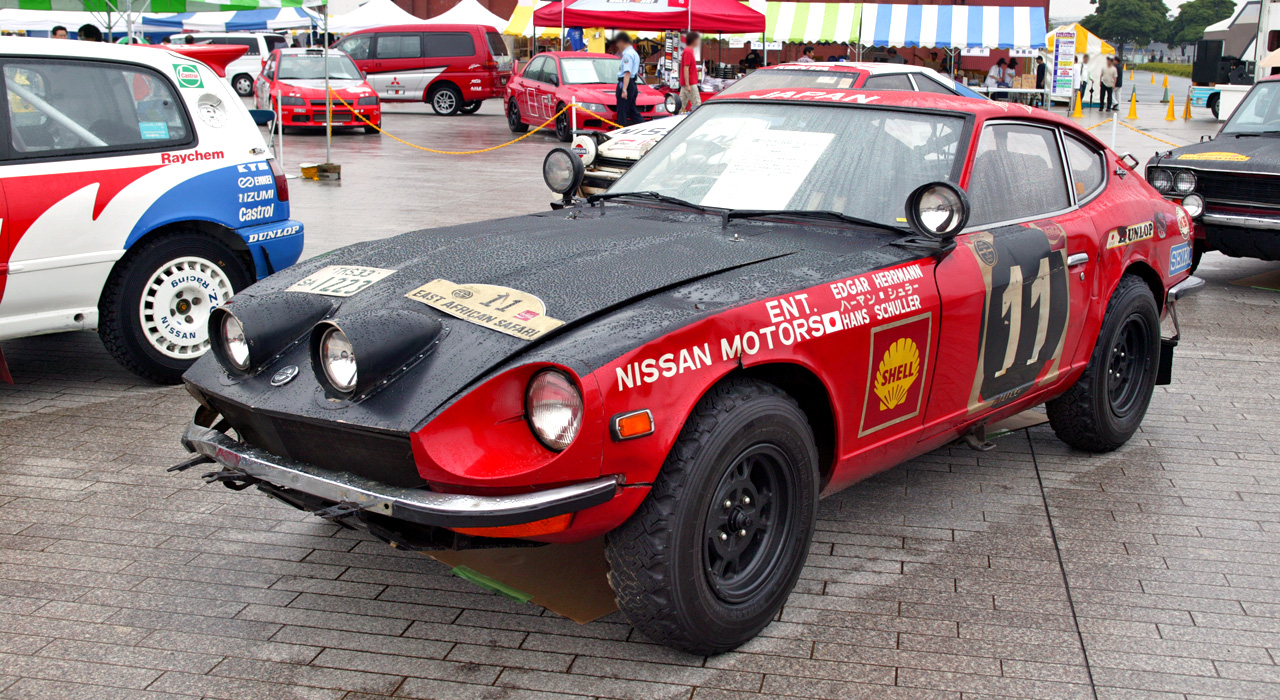
Le coupé 240Z, vainqueur de l'épreuve en 1971 avec Edgar Herrmann

Vainqueur en 1970 et 1971 mais battu par Ford en 1972, le constructeur japonais a également soigné la préparation de cette épreuve. Trois coupés 240Z groupe 4 (2 400 cm3, 230 ch, 1200 kg) sont confiés aux pilotes locaux Edgar Herrmann (double vainqueur de l'épreuve) et Shekhar Mehta (second en 1971), ainsi qu'au Finlandais Rauno Aaltonen. Sachant les lourds coupés peu à l'aise dans la boue, l'usine a en outre préparé deux berlines 1800 SSS groupe 2 (1 800 cm3, 185 ch, boîte cinq vitesses), plus maniables, pour le Suédois Harry Källström et le Britannique Tony Fall. Au côté des voitures officielles, le Kenyan Mike Kirkland dispose d'une berline 1600 SSS également très bien préparée.
- Porsche

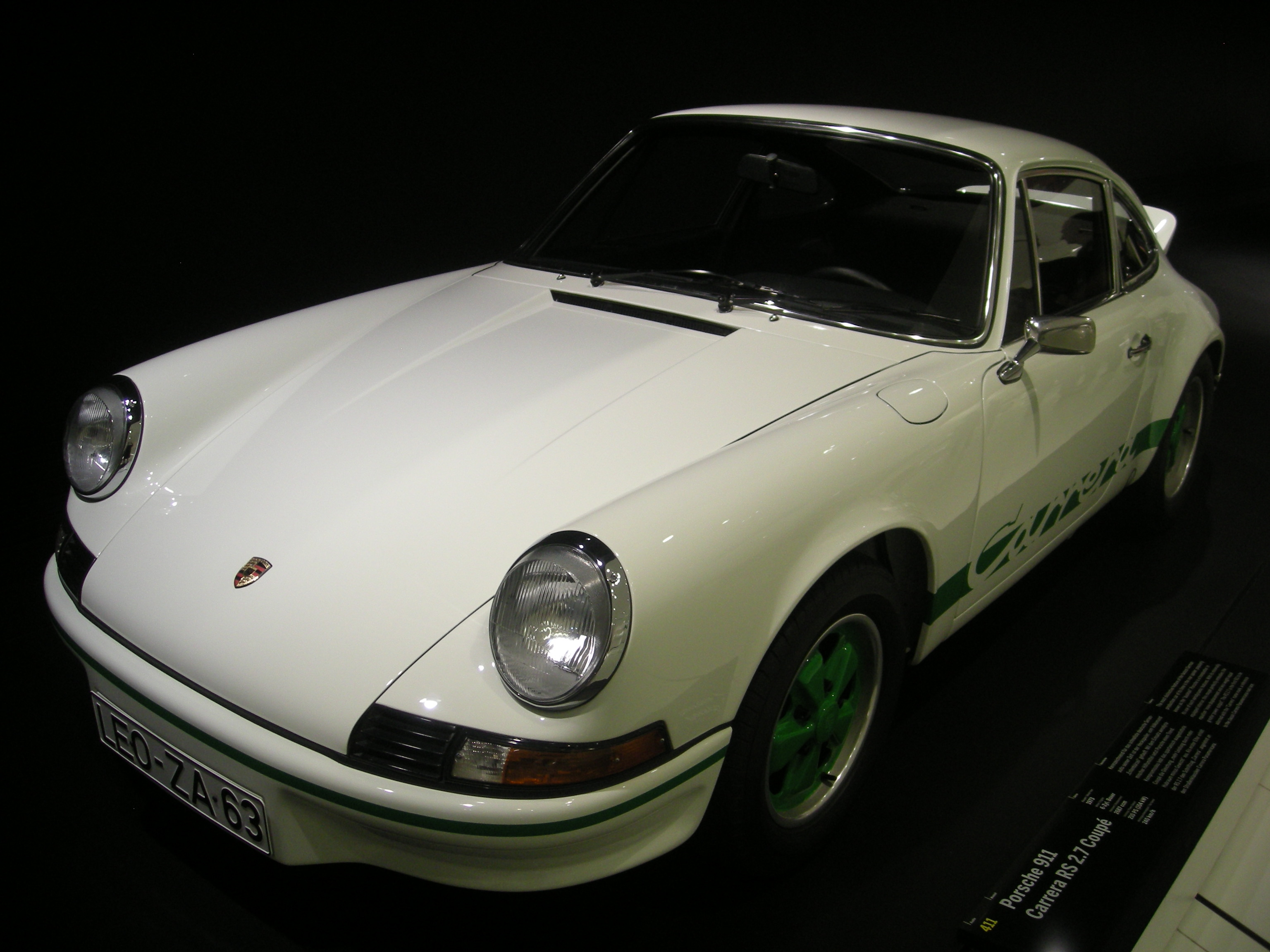
La Porsche Carrera RS (ici un modèle de série, très proche de ceux engagés par l'usine pour cette course)

Le constructeur allemand a engagé deux Carrera RS pour le Suédois Björn Waldegård et le Polonais Sobieslaw Zasada, tandis qu'une troisième voiture préparée par l'usine est engagée par Bill Fritschy, double vainqueur de l'épreuve en 1959 et 1960. Ces Carrera RS sont très proches de la série (2 700 cm3, 210 ch à 6300 tr/min), les seules modifications en dehors des protections additionnelles ayant porté sur les suspensions (garde au sol relevée, amortisseurs renforcés) et la boîte de vitesses (cinquième rapport raccourci, adjonction d'un radiateur d'huile spécial). 
- Peugeot

Vainqueur à quatre reprises dans les années 60 avec la robuste 404, Peugeot attache également une grande importance au Safari. Le constructeur français engage officiellement deux 504 groupe 2 (2 000 cm3, 160 ch, 1300 kg) pour le Suédois Ove Andersson et le pilote local Bert Shankland, vainqueur en 1966 et 1967. Moins rapides que les Ford, Datsun et Porsche, elles peuvent néanmoins espérer un bon résultat grâce à leur robustesse et leur aptitude sur pistes défoncées. L'importateur local a engagé trois autres 504, un peu moins puissantes (140 ch), pour les Kenyans Pierre Parsons, Hugh Lionnet et Peter Huth.

## Déroulement de la course
Le Safari se déroule traditionnellement pendant la période de Pâques, assez tardive en cette année 1973. La veille du départ, il pleut sur Nairobi et les concurrents s'apprêtent à affronter des pistes humides ou boueuses. La première partie du rallye (boucle sud) va emmener les concurrents jusqu'en Tanzanie, la deuxième (boucle nord) se déroulant exclusivement au Kenya.

### Boucle sud

#### Première étape: Nairobi - Mombasa - Dar es Salam
89 équipages prennent le départ devant la mairie de Nairobi, le jeudi 19 avril à partir de 16 heures. La première partie de l'étape se déroule d'abord sur des routes encore poussiéreuses, ne présentant pas de difficulté majeure. Les concurrents abordent ensuite les monts Taita, un secteur beaucoup plus sinueux avec un sol caillouteux. Les 80 km menant au sommet doivent être parcourus à la moyenne de 120 km/h, et une première sélection s'opère. Aucun pilote ne parvient au sommet dans le temps imparti; le plus rapide est Roger Clark (Ford Escort), qui encaisse dix minutes de pénalisation et s'installe en tête du rallye avec un avantage de deux minutes sur son coéquipier Hannu Mikkola et sur la Porsche de Björn Waldegård.
C'est ensuite la descente vers l'océan Indien, qui va être fatale à la Datsun de l'ancien vainqueur Edgar Herrmann (moteur cassé). Timo Mäkinen (Ford Escort) connaît également quelques soucis, perdant une bonne vingtaine de minutes à cause d'une courroie de ventilateur et d'ennuis de distributeur. Clark se présente le premier à Mombasa, vers trois heures du matin, toujours en tête devant Mikkola et Waldegård.
| Pos. | Pilote           | Copilote         | Voiture            | Pénalisations | Écart    | Groupe |
| ---- | ---------------- | ---------------- | ------------------ | ------------- | -------- | ------ |
| 1    | Roger Clark      | Jim Porter       | Ford Escort RS1600 | 10 min        |          | 2      |
| 2    | Hannu Mikkola    | John Davenport   | Ford Escort RS1600 | 12 min        | + 2 min  | 2      |
| 2=   | Björn Waldegård  | Hans Thorszelius | Porsche Carrera RS | 12 min        | + 2 min  | 4      |
| 4    | Rauno Aaltonen   | Paul Easter      | Datsun 240Z        | 19 min        | + 9 min  | 4      |
| 5    | Vic Preston Jr   | Bev Smith        | Ford Escort RS1600 | 23 min        | + 13 min | 2      |
| 5=   | Sobiesław Zasada | Marian Bień      | Porsche Carrera RS | 23 min        | + 13 min | 4      |
| 7    | Shekhar Mehta    | Lofty Drews      | Datsun 240Z        | 24 min        | + 14 min | 4      |
| 8    | Ove Andersson    | Jean Todt        | Peugeot 504        | 26 min        | + 16 min | 2      |
| 9    | Harry Källström  | Claes Billstam   | Datsun 1800 SSS    | 27 min        | + 17 min | 2      |
| 10   | Bert Shankland   | Chris Bates      | Peugeot 504        | 38 min        | + 28 min | 2      |
| 11   | Timo Mäkinen     | Henry Liddon     | Ford Escort RS1600 | 39 min        | + 29 min | 2      |
| 12   | Tony Fall        | Mike Wood        | Datsun 1800 SSS    | 40 min        | + 30 min | 2      |

Les concurrents vont longer un moment l'océan Indien, avant de passer la frontière tanzanienne et d'aborder les monts Usumbara, sous une pluie froide qui rend la piste boueuse. Le parcours devient plus difficile et même les plus rapides vont être pénalisés à chaque contrôle horaire. Clark conforte sa position en tête, beaucoup de ses adversaires connaissant des fortunes diverse : Rauno Aaltonen va perdre beaucoup de temps à trouver de l'essence, l'assistance Datsun ayant manqué un point de ravitaillement; son coéquipier Shekhar Mehta mettra quant à lui moins de temps à se fournir en carburant. Mikkola se fait piéger dans un passage très glissant et perd plus d'une demi-heure à remettre l'Escort sur la piste. Son coéquipier Vic Preston, jusqu'alors le mieux placé des pilotes locaux, perd quatre heures pour réparation de la culasse. Les Porsche ne sont pas épargnées, des problèmes de boîte de vitesses affectant les voitures de Björn Waldegård et de Sobiesław Zasada. Waldegård a également des soucis de suspension et doit se battre pour maintenir sa Carrera sur la piste. Zasada, après avoir longuement bouchonné Mikkola sur une portion poussiéreuse, finit par sortir de la route, endommageant sérieusement sa voiture; le pilote polonais parvient néanmoins à reprendre la course, après trois quarts d'heure de réparation. Au terme de cette première étape à Dar es Salam, Clark compte plus d'une demi-heure d'avance sur la Datsun d'Harry Källström qui a effectue une course régulière, alors que Mäkinen est remonté de la onzième à la troisième place. Sur les 89 équipages au départ, 32 ont déjà renoncé.
| Pos. | Pilote          | Copilote         | Voiture            | Pénalisations | Écart        | Groupe |
| ---- | --------------- | ---------------- | ------------------ | ------------- | ------------ | ------ |
| 1    | Roger Clark     | Jim Porter       | Ford Escort RS1600 | 69 min        |              | 2      |
| 2    | Harry Källström | Claes Billstam   | Datsun 1800 SSS    | 100 min       | + 31 min     | 2      |
| 3    | Timo Mäkinen    | Henry Liddon     | Ford Escort RS1600 | 111 min       | + 42 min     | 2      |
| 4    | Rauno Aaltonen  | Paul Easter      | Datsun 240Z        | 113 min       | + 44 min     | 4      |
| 4=   | Björn Waldegård | Hans Thorszelius | Porsche Carrera RS | 113 min       | + 44 min     | 4      |
| 6    | Shekhar Mehta   | Lofty Drews      | Datsun 240Z        | 120 min       | + 51 min     | 4      |
| 7    | Ove Andersson   | Jean Todt        | Peugeot 504        | 122 min       | + 53 min     | 2      |
| 8    | Hannu Mikkola   | John Davenport   | Ford Escort RS1600 | 130 min       | + 1 h 01 min | 2      |
| 9    | Tony Fall       | Mike Wood        | Datsun 1800 SSS    | 145 min       | + 1 h 16 min | 2      |
| 9=   | Bert Shankland  | Chris Bates      | Peugeot 504        | 145 min       | + 1 h 16 min | 2      |
| 11   | Peter Huth      | John McConnell   | Peugeot 504        | 185 min       | + 1 h 56 min | 2      |
| 12   | Bill Fritschy   | Kim Mandeville   | Porsche Carrera RS | 192 min       | + 2 h 03 min | 4      |

#### Deuxième étape: Dar es Salam - Nairobi

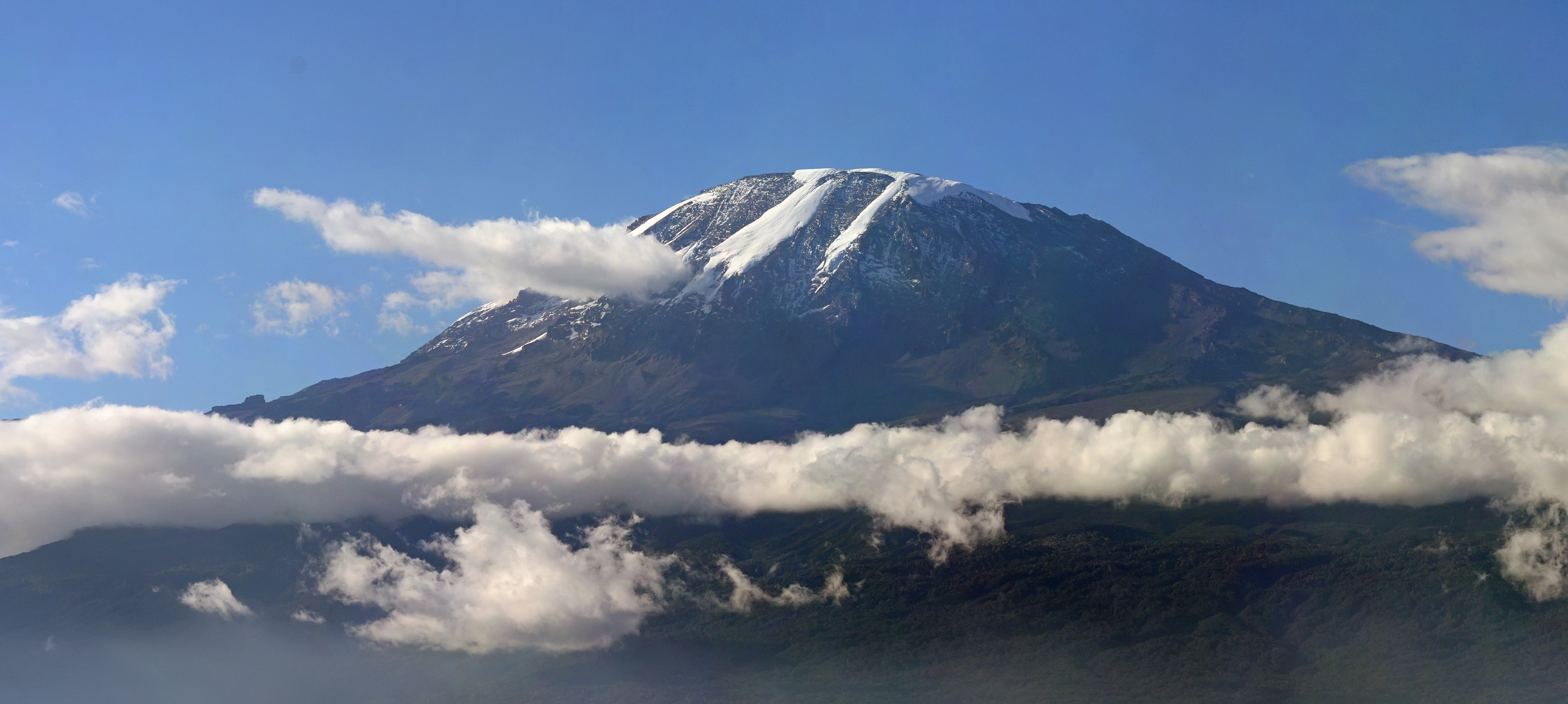
Le parcours de la deuxième étape se déroule en grande partie en Tanzanie, et passe au pied du Kilimandjaro

Les concurrents reprennent la course à la tombée de la nuit. Tout d'abord cap à l'ouest, vers Morogoro, sur des pistes poussiéreuses, avant de remonter au nord vers le Kilimandjaro et la frontière kényane, où pluie et boue refont leur apparition. Zasada, qui est reparti de Dar es Salam avec une Porsche sérieusement endommagée, abandonne quelques dizaines de kilomètres plus loin, boîte de vitesses cassée. Ce sera le seul abandon de marque de cette étape, qui voit Clark maintenir son avance sur Källström et Mäkinen, tandis que Mikkola profite des tronçons très rapides (plus de 190 km/h sur les pistes sableuses et les rares tronçons goudronnés) pour remonter à la quatrième place. Mehta et Aaltonen, qui ont tous deux connu quelques déboires avec la suspension arrière de leurs Datsun 240Z, sont cinquième et sixième. Waldegård a accumulé beaucoup de retard : huitième à près de deux heures et demie du leader, le pilote Porsche a perdu tout espoir de victoire. À l'arrivée à Nairobi, où les concurrents vont pouvoir prendre un peu de repos avant d'accomplir la boucle nord, il reste 49 équipages en lice.
| Pos. | Pilote          | Copilote         | Voiture            | Pénalisations | Écart        | Groupe |
| ---- | --------------- | ---------------- | ------------------ | ------------- | ------------ | ------ |
| 1    | Roger Clark     | Jim Porter       | Ford Escort RS1600 | 140 min       |              | 2      |
| 2    | Harry Källström | Claes Billstam   | Datsun 1800 SSS    | 171 min       | + 31 min     | 2      |
| 3    | Timo Mäkinen    | Henry Liddon     | Ford Escort RS1600 | 176 min       | + 36 min     | 2      |
| 4    | Hannu Mikkola   | John Davenport   | Ford Escort RS1600 | 199 min       | + 59 min     | 2      |
| 5    | Shekhar Mehta   | Lofty Drews      | Datsun 240Z        | 204 min       | + 1 h 04 min | 4      |
| 6    | Rauno Aaltonen  | Paul Easter      | Datsun 240Z        | 205 min       | + 1 h 05 min | 4      |
| 7    | Tony Fall       | Mike Wood        | Datsun 1800 SSS    | 233 min       | + 1 h 33 min | 2      |
| 8    | Ove Andersson   | Jean Todt        | Peugeot 504        | 235 min       | + 1 h 35 min | 2      |
| 9    | Björn Waldegård | Hans Thorszelius | Porsche Carrera RS | 284 min       | + 2 h 24 min | 4      |
| 10   | Bill Fritschy   | Kim Mandeville   | Porsche Carrera RS | 329 min       | + 3 h 09 min | 4      |
| 11   | Mike Kirkland   | Bruce Field      | Datsun 1600 SSS    | 336 min       | + 3 h 16 min | 2      |
| 12   | Bert Shankland  | Chris Bates      | Peugeot 504        | 341 min       | + 3 h 21 min | 2      |

### Boucle nord

#### Troisième étape: Nairobi - Nakuru
Les concurrents repartent de Nairobi le samedi après-midi. Clark, qui a joué le lièvre pendant deux étapes, est conscient que son Escort est bien fatiguée : le collecteur d'échappement, notamment, a dû être ressoudé, et les suspensions ont également souffert. Après seulement quinze kilomètres, un amortisseur se desserre et l'assistance va mettre une demi-heure à réparer le train avant. Peu après, le collecteur d'échappement casse complètement, et les gaz d'échappement brûlent l'alternateur. Clark parvient jusqu'au premier point de contrôle de l'étape, mais doit abandonner. Källström est maintenant en tête du rallye, avec quelques minutes d'avance sur Mäkinen, qui attaque ne tarde pas à rattraper son retard sur les pistes de la vallée du Grand Rift. Au contrôle de Gilgil, les deux pilotes sont ex-aequo, à Elmentaita l'Escort du Finlandais compte une minute d'avance sur la Datsun du Suédois. Mais quinze kilomètres avant Narok, alors qu'il dévale une descente sur piste sèche et sableuse, Mäkinen se fait surprendre par un passage boueux à l'abord d'un virage rapide. L'Escort sort de la piste, heurte un talus et effectue deux tonneaux. Pilote et copilote sont indemnes, mais la voiture est hors d'usage. 
Källström reprend momentanément la tête, juste devant l'Escort de Mikkola et la Datsun 240Z d'Aaltonen, beaucoup plus rapides dans ce secteur. Après le contrôle de Narok, Mikkola passe en tête, avec une avance de trois minutes. Il conforte peu à peu son avance sur Aaltonen, mais à la neutralisation de Kericho, il perd vingt minutes à faire changer ses amortisseurs. Aaltonen prend la tête, perd également du temps lors d'une assistance. Les deux pilotes se livrent à un duel très serré, émaillé de quelques incidents de course (moteur calé dans un gué, changement de démarreur, puis crevaisons pour Mikkola, remplacement de courroie d'alternateur, puis des plaquettes de frein pour Aaltonen). Malgré l’âpreté de la lutte, les deux champions finlandais font preuve d'un fair-play remarquable, Aaltonen n'ayant pas hésité à prendre l'Escort de Mikkola, bloquée dans le gué, en remorque jusqu'en haut d'une côte pour lui permettre de repartir. À l'arrivée à Nakuru, Aaltonen a repris la tête, juste devant son coéquipier Källström qui a profité des crevaisons successives de Mikkola pour prendre la seconde place. Également épargné par les soucis au cours de cette troisième étape, Mehta, quatrième et premier pilote local, compte moins d'une demi-heure de retard sur son coéquipier Aaltonen. Ove Andersson avait effectué une belle remontée jusqu'à la cinquième place, mais des problèmes de goujons de roue sur sa 504 ont permis à Tony Fall (Datsun) de le repasser. Björn Waldegård, lourdement handicapé par des amortisseurs défaillants sur sa Porsche, navigue à une lointaine septième place tandis que son coéquipier Bill Fritschy a dû renoncer, moteur cassé. Sur 49 au départ de cette deuxième boucle, seuls 28 équipages sont parvenus jusque Nakuru.
| Pos. | Pilote          | Copilote         | Voiture                | Pénalisations | Écart        | Groupe |
| ---- | --------------- | ---------------- | ---------------------- | ------------- | ------------ | ------ |
| 1    | Rauno Aaltonen  | Paul Easter      | Datsun 240Z            | 300 min       |              | 4      |
| 2    | Harry Källström | Claes Billstam   | Datsun 1800 SSS        | 303 min       | + 3 min      | 2      |
| 3    | Hannu Mikkola   | John Davenport   | Ford Escort RS1600     | 309 min       | + 9 min      | 2      |
| 4    | Shekhar Mehta   | Lofty Drews      | Datsun 240Z            | 327 min       | + 27 min     | 4      |
| 5    | Tony Fall       | Mike Wood        | Datsun 1800 SSS        | 398 min       | + 1 h 38 min | 2      |
| 6    | Ove Andersson   | Jean Todt        | Peugeot 504            | 429 min       | + 2 h 09 min | 2      |
| 7    | Björn Waldegård | Hans Thorszelius | Porsche Carrera RS     | 527 min       | + 3 h 47 min | 4      |
| 8    | Peter Huth      | John McConnell   | Peugeot 504            | 565 min       | + 4 h 25 min | 2      |
| 9    | Mike Kirkland   | Bruce Field      | Datsun 1600 SSS        | 652 min       | + 5 h 52 min | 2      |
| 10   | Hugh Lionnet    | Philip Hechle    | Peugeot 504            | 666 min       | + 6 h 06 min | 2      |
| 11   | Satwant Singh   | John Mitchell    | Mitsubishi Colt Galant | 673 min       | + 6 h 13 min | 2      |
| 12   | Robin Ulyate    | Ivan Smith       | Fiat 125 S             | 706 min       | + 6 h 46 min | 2      |

#### Quatrième étape: Nakuru - Nairobi
Les premiers concurrents repartent de Nakuru le dimanche soir à vingt heures. La course est encore très ouverte, les trois premiers se tenant en moins de dix minutes. Le brouillard a succédé à la pluie, dans ces conditions Rauno Aaltonen creuse l'écart sur Hannu Mikkola, qui a repris la seconde place à Harry Källström. La dernière difficulté à affronter se situe après Meru, au pied du mont Kenya. La Datsun d'Aaltonen aborde ce secteur vers trois heures du matin, avec quinze minutes d'avance sur la Escort de Mikkola, qui a rencontré des problèmes d'éclairage et a crevé deux fois.
| Pos. | Pilote          | Copilote         | Voiture            | Pénalisations | Écart        | Groupe |
| ---- | --------------- | ---------------- | ------------------ | ------------- | ------------ | ------ |
| 1    | Rauno Aaltonen  | Paul Easter      | Datsun 240Z        | 305 min       |              | 4      |
| 2    | Hannu Mikkola   | John Davenport   | Ford Escort RS1600 | 320 min       | + 15 min     | 2      |
| 3    | Harry Källström | Claes Billstam   | Datsun 1800 SSS    | 326 min       | + 21 min     | 2      |
| 4    | Shekhar Mehta   | Lofty Drews      | Datsun 240Z        | 338 min       | + 33 min     | 4      |
| 5    | Tony Fall       | Mike Wood        | Datsun 1800 SSS    | 429 min       | + 2 h 04 min | 2      |
| 6    | Ove Andersson   | Jean Todt        | Peugeot 504        | 446 min       | + 2 h 21 min | 2      |
| 7    | Björn Waldegård | Hans Thorszelius | Porsche Carrera RS | 548 min       | + 4 h 03 min | 4      |
| 8    | Peter Huth      | John McConnell   | Peugeot 504        | 611 min       | + 5 h 06 min | 2      |
| 9    | Hugh Lionnet    | Philip Hechle    | Peugeot 504        | 700 min       | + 6 h 35 min | 2      |
| 10   | Mike Kirkland   | Bruce Field      | Datsun 1600 SSS    | 718 min       | + 6 h 53 min | 2      |

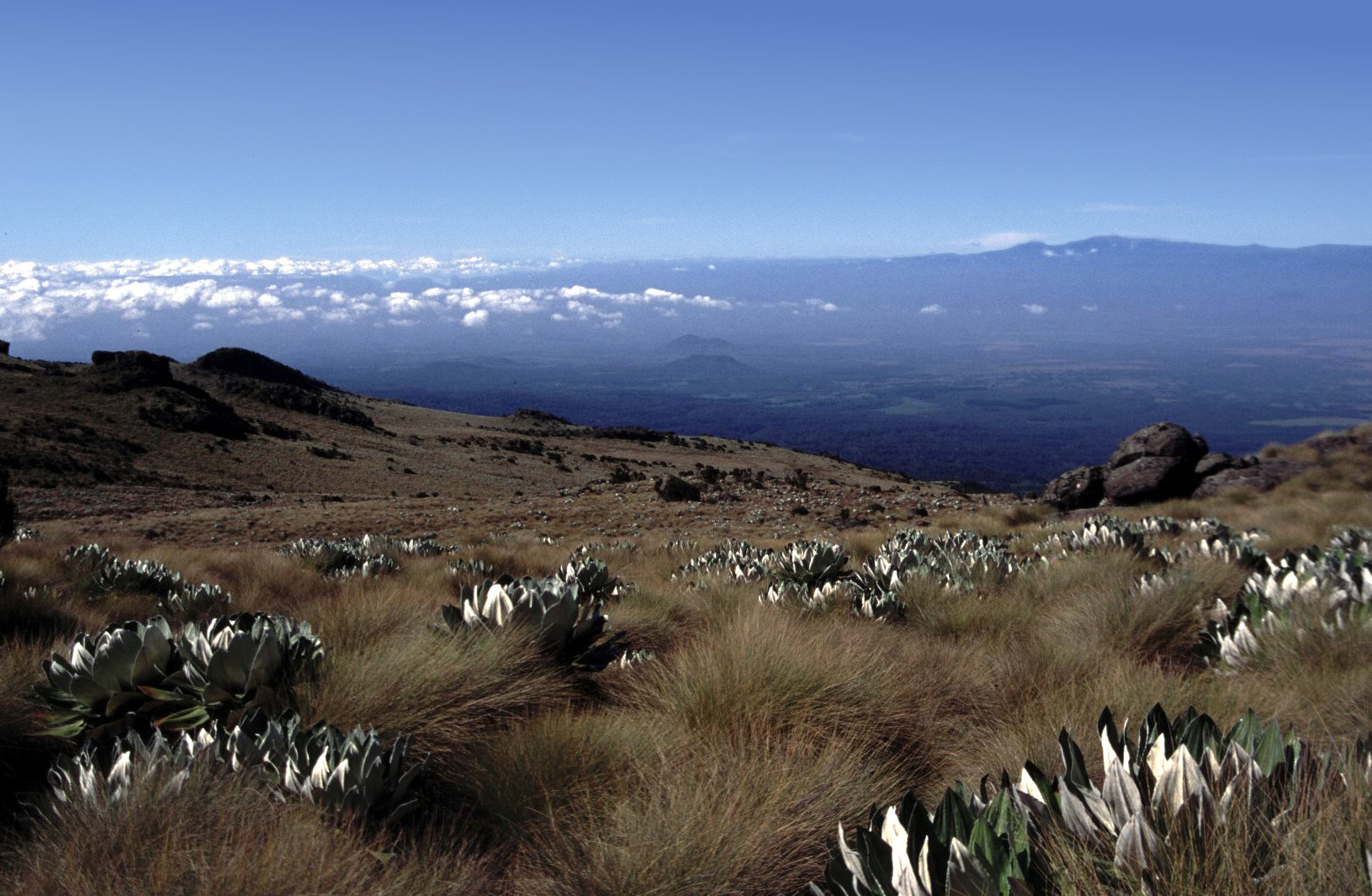
Dernière difficulté de l'épreuve, le secteur longeant le Mont Kenya va être fatal à Aaltonen et Mikkola

Les quinze premiers kilomètres après Meru sont goudronnés, puis un dos d'âne précède une série de courbes sur terre. Aaltonen aborde ce passage assez vite, son coupé Datsun se déleste sur la bosse et part en tête-à-queue au freinage. L'arrière heurte brutalement un talus. Suspensions arrachées, l'abandon est inévitable. Le temps pour l'équipage de se demander si le bris des suspensions est la cause ou le résultat de la sortie de route, et voilà l'Escort de Mikkola. Aaltonen envisage un instant de signaler la difficulté à son compatriote finlandais, mais l'endroit n'étant pas dangereux il se ravise. Mikkola est également surpris par le brusque changement d'adhérence et tape le talus de l'avant. Une biellette de direction est endommagée, mais il peut néanmoins reprendre la piste, désormais en tête de l'épreuve. Il va cependant devoir s'arrêter quelques kilomètres plus loin, la crémaillère ayant cédé.
Shekhar Mehta va également se faire surprendre dans cet enchaînement délicat, qu'il aborde pourtant un peu moins vite que ses adversaires : il effectue un tête-à-queue, mais ne heurte aucun obstacle et peut repartir sans dommage. Découvrant les voitures hors d'usage d'Aaltonen et de Mikkola, il réalise qu'il se retrouve désormais en seconde position, à seulement quelques minutes de son coéquipier Källström. Et comme son coupé 240Z est a priori plus rapide sur les 250 kilomètres restant à parcourir que la berline du Suédois, Mehta sent la victoire à sa portée et décide d'attaquer à fond.
| Pos. | Pilote          | Copilote         | Voiture                | Pénalisations | Écart        | Groupe |
| ---- | --------------- | ---------------- | ---------------------- | ------------- | ------------ | ------ |
| 1    | Harry Källström | Claes Billstam   | Datsun 1800 SSS        | 367 min       |              | 2      |
| 2    | Shekhar Mehta   | Lofty Drews      | Datsun 240Z            | 378 min       | + 11 min     | 4      |
| 3    | Tony Fall       | Mike Wood        | Datsun 1800 SSS        | 479 min       | + 1 h 52 min | 2      |
| 4    | Ove Andersson   | Jean Todt        | Peugeot 504            | 488 min       | + 2 h 01 min | 2      |
| 5    | Björn Waldegård | Hans Thorszelius | Porsche Carrera RS     | 596 min       | + 3 h 49 min | 4      |
| 6    | Peter Huth      | John McConnell   | Peugeot 504            | 662 min       | + 4 h 55 min | 2      |
| 7    | Hugh Lionnet    | Philip Hechle    | Peugeot 504            | 745 min       | + 6 h 18 min | 2      |
| 8    | Satwant Singh   | John Mitchell    | Mitsubishi Colt Galant | 781 min       | + 6 h 54 min | 2      |
| 9    | Mike Kirkland   | Bruce Field      | Datsun 1600 SSS        | 806 min       | + 7 h 19 min | 2      |
| 10   | Robin Ulyate    | Ivan Smith       | Fiat 125 S             | 819 min       | + 7 h 32 min | 2      |

Prenant des risques, Mehta met à profit la puissance du coupé 240Z pour grignoter son retard. En un peu plus de 200 kilomètres, il reprend neuf minutes à Källström. Il reste alors 21 kilomètres de course avant le tronçon neutralisé menant à Nairobi, et l'écart s'est réduit à deux minutes. Le Suédois fait également le maximum pour garder l'avantage, mais il s'embourbe en repartant du contrôle de Ngalani et perd plus de trois minutes ! Lorsqu'il se présente au dernier contrôle, Mehta (pénalisé de quatre minutes sur ce tronçon contre sept pour son coéquipier) a désormais une minute d'avance. Toutefois, il lui reste à passer l'épreuve des vérifications techniques. Un phare cassé (dû à une collision avec un chien) lui vaut une minute de pénalisation supplémentaire, et voila les deux pilotes ex-æquo ! Après avoir épluché le règlement les officiels déclarent Mehta vainqueur, ayant été le dernier des deux pilotes à subir une pénalité. La fin de parcours a également apporté quelques rebondissements pour les places d'honneur, Tony Fall (Datsun) ayant perdu sa troisième place au profit d'Ove Andersson (Peugeot 504) à cause d'une panne de distributeur, tandis que Björn Waldegård, malgré tous ses efforts pour amener à l'arrivée une Porsche bien malade, a dû renoncer à seulement 150 kilomètres de l'arrivée, moteur cassé, alors qu'il était cinquième.

### Classement général
| Pos | no | Pilote          | Copilote       | Voiture                | Pénalisations | Écart        | Groupe |
| --- | -- | --------------- | -------------- | ---------------------- | ------------- | ------------ | ------ |
| 1   | 1  | Shekhar Mehta   | Lofty Drews    | Datsun 240 Z           | 6 h 46 min    |              | 4      |
| 2   | 9  | Harry Källström | Claes Billstam | Datsun 1800 SSS        | 6 h 46 min    | + 0 min      | 2      |
| 3   | 7  | Ove Andersson   | Jean Todt      | Peugeot 504            | 8 h 47 min    | + 2 h 01 min | 2      |
| 4   | 19 | Tony Fall       | Mike Wood      | Datsun 1800 SSS        | 9 h 14 min    | + 2 h 28 min | 2      |
| 5   | 28 | Peter Huth      | John McConnell | Peugeot 504            | 12 h 07 min   | + 5 h 21 min | 2      |
| 6   | 17 | Hugh Lionnet    | Philip Hechle  | Peugeot 504            | 13 h 10 min   | + 6 h 24 min | 2      |
| 7   | 20 | Satwant Singh   | John Mitchell  | Mitsubishi Colt Galant | 14 h 03 min   | + 7 h 17 min | 2      |
| 8   | 23 | Robin Ulyate    | Ivan Smith     | Fiat 125 S             | 14 h 34 min   | + 7 h 48 min | 2      |
| 9   | 27 | Mike Kirkland   | Bruce Field    | Datsun 1600 SSS        | 14 h 37 min   | + 7 h 51 min | 2      |
| 10  | 44 | Jim Noon        | Roger Barnard  | Datsun 1600 SSS        | 15 h 05 min   | + 8 h 19 min | 2      |

### Hommes de tête
- Roger Clark -  Jim Porter (Ford Escort RS1600) : jusqu'au début de la troisième étape
- Harry Källström -  Claes Billstam (Datsun 1800 SSS) : au cours de la troisième étape
- Timo Mäkinen -  Henry Liddon (Ford Escort RS1600) : au cours de la troisième étape
- Harry Källström -  Claes Billstam (Datsun 1800 SSS) : au cours de la troisième étape
- Hannu Mikkola -  John Davenport (Ford Escort RS1600) : au cours de la troisième étape
- Rauno Aaltonen -  Paul Easter (Datsun 240 Z) : jusqu'au début de la quatrième étape
- Hannu Mikkola -  John Davenport (Ford Escort RS1600) : au cours de la quatrième étape
- Harry Källström -  Claes Billstam (Datsun 1800 SSS) : au cours de la quatrième étape
- Shekhar Mehta -  Lofty Drews (Datsun 240 Z) : jusqu'à la fin de la quatrième étape

## Résultats des principaux engagés
| no | Pilote           | Copilote         | Voiture                | Groupe | Class. général                                                    | Commentaire                                              |
| -- | ---------------- | ---------------- | ---------------------- | ------ | ----------------------------------------------------------------- | -------------------------------------------------------- |
| 1  | Shekhar Mehta    | Lofty Drews      | Datsun 240Z            | 4      | 1er                                                               | 405 min de pénalité routière 1 min de pénalité technique |
| 2  | Roger Clark      | Jim Porter       | Ford Escort RS1600     | 2      | ab. dans 3e étape (alternateur)                                   |                                                          |
| 3  | Vic Preston Jr   | Bev Smith        | Ford Escort RS1600     | 2      | 14e à 12 h 22 min                                                 | 1148 min de pénalité routière                            |
| 4  | Hannu Mikkola    | John Davenport   | Ford Escort RS1600     | 2      | ab. dans 4e étape (crémaillère, à la suite d'une sortie de route) |                                                          |
| 5  | Sobiesław Zasada | Marian Bień      | Porsche Carrera RS     | 4      | ab. dans 2e étape (boîte de vitesses)                             |                                                          |
| 6  | Rauno Aaltonen   | Paul Easter      | Datsun 240Z            | 4      | ab. dans 4e étape (sortie de route)                               |                                                          |
| 7  | Ove Andersson    | Jean Todt        | Peugeot 504            | 2      | 3e à 2 h 01 min                                                   | 527 min de pénalité routière                             |
| 8  | Bert Shankland   | Chris Bates      | Peugeot 504            | 2      | ab. dans 4e étape (sortie de route)                               |                                                          |
| 9  | Harry Källström  | Claes Billstam   | Datsun 1800 SSS        | 2      | 2e à 0 min                                                        | 406 min de pénalité routière                             |
| 10 | Björn Waldegård  | Hans Thorszelius | Porsche Carrera RS     | 4      | ab. dans 4e étape (moteur)                                        |                                                          |
| 11 | Edgar Herrmann   | Hans Schüller    | Datsun 240Z            | 4      | ab. dans 1re étape (moteur)                                       |                                                          |
| 14 | Pierre Parsons   | Jim Cowper       | Peugeot 504            | 2      | disqualifiés                                                      |                                                          |
| 15 | Zully Remtulla   | Nizar Jivani     | Datsun 1800 SSS        | 2      | 12e à 11 h 11 min                                                 | 1077 min de pénalité routière                            |
| 16 | Timo Mäkinen     | Henry Liddon     | Ford Escort RS1600     | 2      | ab. dans 3e étape (sortie de route)                               |                                                          |
| 17 | Hugh Lionnet     | Philip Hechle    | Peugeot 504            | 2      | 6e à 6 h 24 min                                                   | 790 min de pénalité routière                             |
| 18 | Joginder Singh   | Tim Samuels      | Mitsubishi Galant      | 2      | 11e à 9 h 30 min                                                  | 976 min de pénalité routière                             |
| 19 | Tony Fall        | Mike Wood        | Datsun 1800 SSS        | 2      | 4e à 2 h 28 min                                                   | 554 min de pénalité routière                             |
| 20 | Satwant Singh    | John Mitchell    | Mitsubishi Colt Galant | 2      | 7e à 7 h 17 min                                                   | 843 min de pénalité routière                             |
| 23 | Robin Ulyate     | Ivan Smith       | Fiat 125 S             | 2      | 8e à 7 h 48 min                                                   | 874 min de pénalité routière                             |
| 25 | Bill Fritschy    | Kim Mandeville   | Porsche Carrera RS     | 4      | ab. dans 3e étape (moteur)                                        |                                                          |
| 27 | Mike Kirkland    | Bruce Field      | Datsun 1600 SSS        | 2      | 9e à 7 h 51 min                                                   | 877 min de pénalité routière                             |
| 28 | Peter Huth       | John McConnell   | Peugeot 504            | 2      | 5e à 5 h 21 min                                                   | 727 min de pénalité routière                             |
| 29 | Peter Shikuyah   | Kim Gatende      | Ford Escort RS1600     | 2      | ab. dans 2e étape (sortie de route)                               |                                                          |

## Classement du championnat à l'issue de la course
- attribution des points : 20, 15, 12, 10, 8, 6, 4, 3, 2, 1 respectivement aux dix premières marques de chaque épreuve (sans cumul, seule la voiture la mieux classée de chaque constructeur marque des points)
- seuls les huit meilleurs résultats (sur treize épreuves) sont retenus pour le décompte final des points[9].

| Pos. | Marque         | Points | M-C | SUE | POR | SAF | MAR | ACR | POL | FIN | AUT | SAN | PRE | RAC | COR |
| ---- | -------------- | ------ | --- | --- | --- | --- | --- | --- | --- | --- | --- | --- | --- | --- | --- |
| 1    | Alpine-Renault | 52     | 20  | 12  | 20  | -   |     |     |     |     |     |     |     |     |     |
| 2    | Fiat           | 25     | 4   | 8   | 10  | 3   |     |     |     |     |     |     |     |     |     |
| 3    | Datsun         | 22     | 2   | -   | -   | 20  |     |     |     |     |     |     |     |     |     |
| 4    | Saab           | 20     | -   | 20  | -   | -   |     |     |     |     |     |     |     |     |     |
| 5    | Lancia         | 13     | 3   | 10  | -   | -   |     |     |     |     |     |     |     |     |     |
| 6    | Citroën        | 12     | -   | -   | 12  | -   |     |     |     |     |     |     |     |     |     |
| 6=   | Peugeot        | 12     | -   | -   | -   | 12  |     |     |     |     |     |     |     |     |     |
| 6=   | Ford           | 12     | 10  | -   | 2   | -   |     |     |     |     |     |     |     |     |     |
| 9    | Porsche        | 8      | -   | -   | 8   | -   |     |     |     |     |     |     |     |     |     |
| 10   | Volkswagen     | 6      | -   | 6   | -   | -   |     |     |     |     |     |     |     |     |     |
| 11   | Opel           | 5      | -   | 1   | 4   | -   |     |     |     |     |     |     |     |     |     |
| 12   | BMW            | 4      | -   | 4   | -   | -   |     |     |     |     |     |     |     |     |     |
| 12=  | Mitsubishi     | 4      | -   | -   | -   | 4   |     |     |     |     |     |     |     |     |     |
| 14   | Škoda          | 3      | -   | 3   | -   | -   |     |     |     |     |     |     |     |     |     |
| 15   | Volvo          | 2      | -   | 2   | -   | -   |     |     |     |     |     |     |     |     |     |